# Jens Erik Rasmussen
Jens Erik Rasmussen (Miðvágur, 2 giugno 1968) è un allenatore di calcio ed ex calciatore faroese, di ruolo centrocampista o attaccante.

## Palmarès

### Individuale
- Capocannoniere del 1. deild: 1

1990 (10 reti, a pari merito con Gunnar Mohr)